# 김이준
김이준(본명: 김형준, 1996년 6월 30일 ~)은 대한민국의 배우이자 저스트 엔터테인먼트 소속이고 키는 187cm이다.

## 영화
- 2021년 《연애 빠진 로맨스》

## 드라마
- 2020년 웹드라마 《너의 시선이 머무는 곳에》
- 2025년 tvN 주말드라마 《언젠가는 슬기로울 전공의생활》 - 함동호 역
- 2025년 SBS 금토드라마 《트라이: 우리는 기적이 된다》 - 오영광 역